# Pamela Ware
Pamela Lina Ware (Greenfield Park, 12 de febrero de 1993) es una deportista canadiense que compite en saltos de trampolín.
Ganó cuatro medallas en el Campeonato Mundial de Natación entre los años 2013 y 2023. En los Juegos Panamericanos obtuvo seis medallas, entre los años 2015 y 2023.
Participó en dos Juegos Olímpicos de Verano, en los años 2016 y 2020, ocupando en Río de Janeiro 2016 el cuarto lugar en la prueba sincronizada y el séptimo en la individual.

## Palmarés internacional
| Campeonato Mundial   | Campeonato Mundial | Campeonato Mundial | Campeonato Mundial   |
| Año                  | Lugar              | Medalla            | Prueba               |
| -------------------- | ------------------ | ------------------ | -------------------- |
| 2013                 | Barcelona (España) | Medalla de bronce  | Trampolín 3 m sincro |
| 2013                 | Barcelona (España) | Medalla de bronce  | Trampolín 3 m        |
| 2015                 | Kazán (Rusia)      | Medalla de plata   | Trampolín 3 m sincro |
| 2023                 | Fukuoka (Japón)    | Medalla de bronce  | Trampolín 3 m        |
| Juegos Panamericanos |                    |                    |                      |
| Año                  | Lugar              | Medalla            | Prueba               |
| 2015                 | Toronto (Canadá)   | Medalla de plata   | Trampolín 3 m        |
| 2015                 | Toronto (Canadá)   | Medalla de plata   | Trampolín 3 m sincro |
| 2019                 | Lima (Perú)        | Medalla de oro     | Trampolín 3 m sincro |
| 2023                 | Santiago (Chile)   | Medalla de oro     | Trampolín 1 m        |
| 2023                 | Santiago (Chile)   | Medalla de oro     | Trampolín 3 m        |
| 2023                 | Santiago (Chile)   | Medalla de plata   | Trampolín 3 m sincro |